# Laure Manaudou
Laure Manaudou (Villeurbanne, 9. listopada 1986.) je francuska plivačica.
Olimpijska je pobjednica, te višestruka svjetska i europska prvakinja u plivanju.